# Lunetă (fortificație)

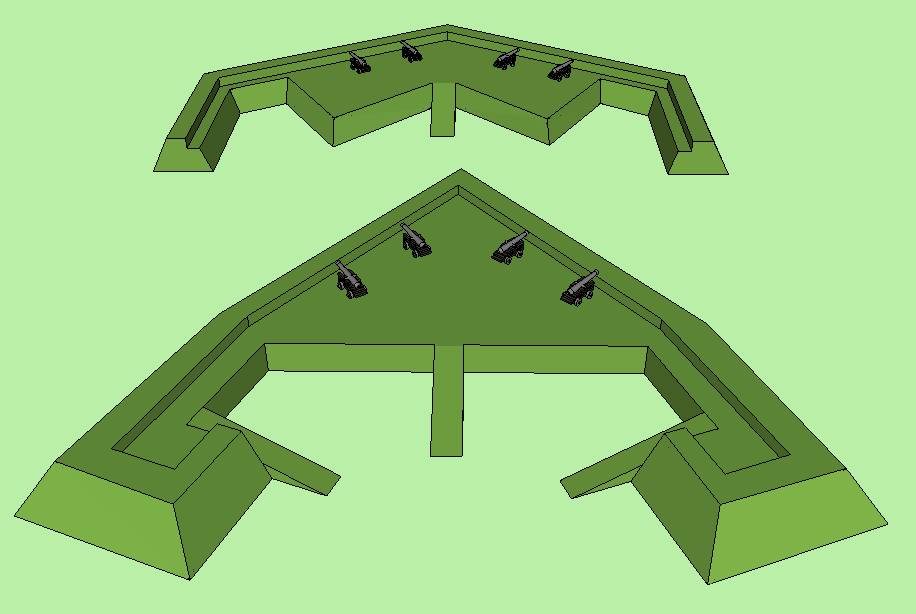
Două tipuri de lunete

În fortificații, o lunetă a fost o întăritură exterioară în formă de semilună; ulterior a devenit un redan (en) cu mici flancuri, semănând cu un bastion, dar nelegat de curtină. Spatele său era în general deschis.
Un exemplu istoric notabil de lunetă a fost cea folosită în Bătălia de la Alamo din San Antonio, Texas, în martie 1836.
Alt exemplu au fost Bagration flèches (en) din Bătălia de la Borodino, în 1812.